# Sande (Holmestrand)
Sande ist eine Ortschaft in der norwegischen Kommune Holmestrand in der Provinz (Fylke) Vestfold. Der Ort hat 2305 Einwohner (Stand: 1. Januar 2024).

## Geografie
Sande ist ein sogenannter Tettsted, also eine Ansiedlung, die für statistische Zwecke als eine städtische Siedlung gewertet wird. Der Ort liegt im Norden der Sandebukta, einer Bucht an der Westseite des Oslofjords. Bei Sande mündet die Sandeelva in die Bucht. Holmestrand, das Verwaltungszentrum der gleichnamigen Kommune, liegt weiter südöstlich.

## Geschichte
Bis Ende 2019 war die Ortschaft Sande der Verwaltungssitz der gleichnamigen Kommune. Diese ging zum 1. Januar 2020 im Rahmen einer landesweiten Kommunalreform in Holmestrand auf.

## Verkehr
An Sande führt die Europastraße 18 (E18) vorbei. Sie stellt in Richtung Norden die Verbindung zur Stadt Drammen her. In südlicher Richtung führt sie unter anderem nach Holmestrand und Tønsberg.
In Sande befindet sich ein Bahnhaltepunkt, der rund 73 Kilometer vom Osloer Hauptbahnhof entfernt ist. Der Haltepunkt wird von Zügen der Vestfoldbanen bedient. Sande erhielt im Jahr 1881 erstmals eine Bahnanbindung. Der heutige Haltepunkt wurde im Jahr 2001 eröffnet.

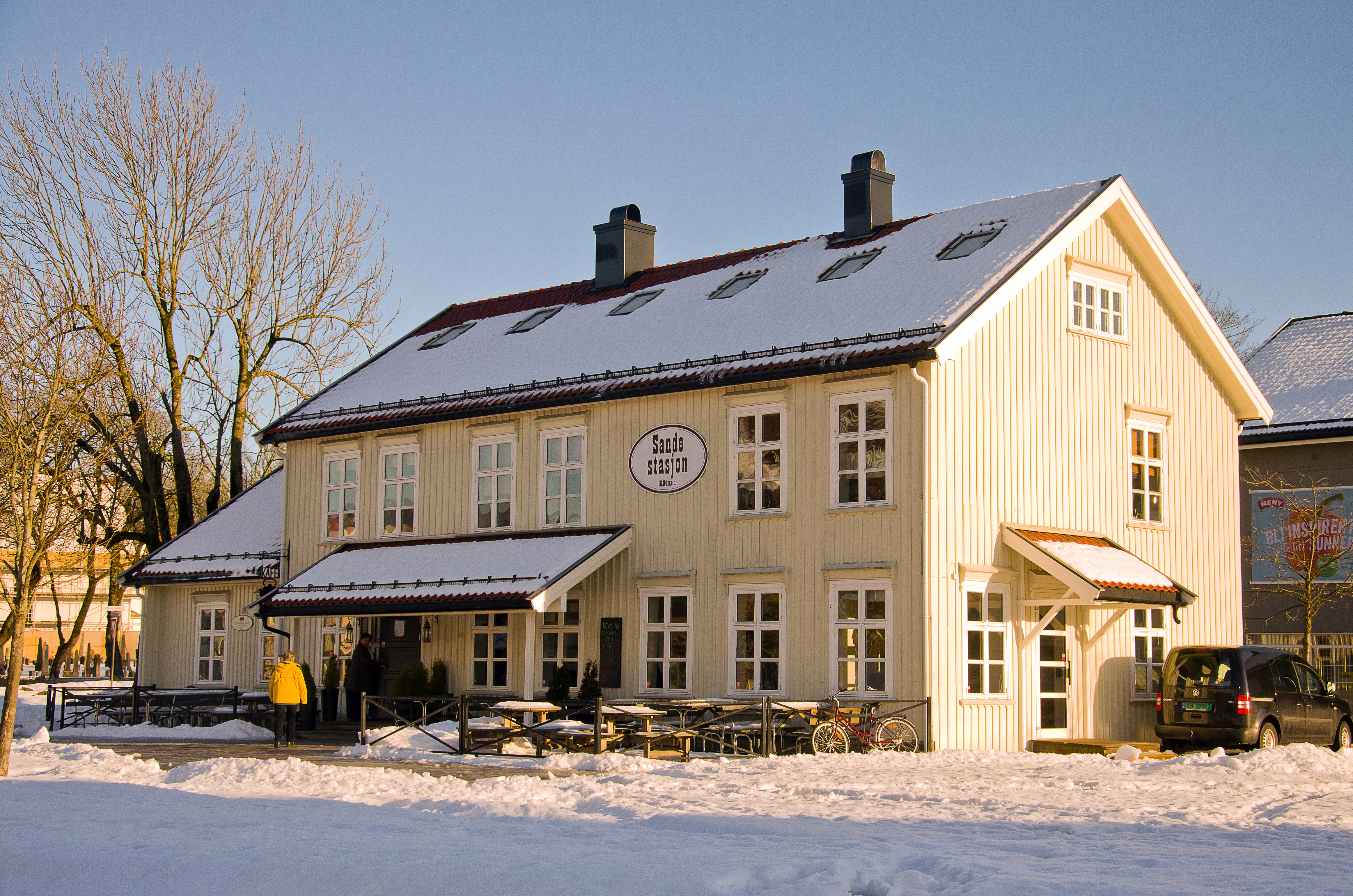
Alter Bahnhof von Sande
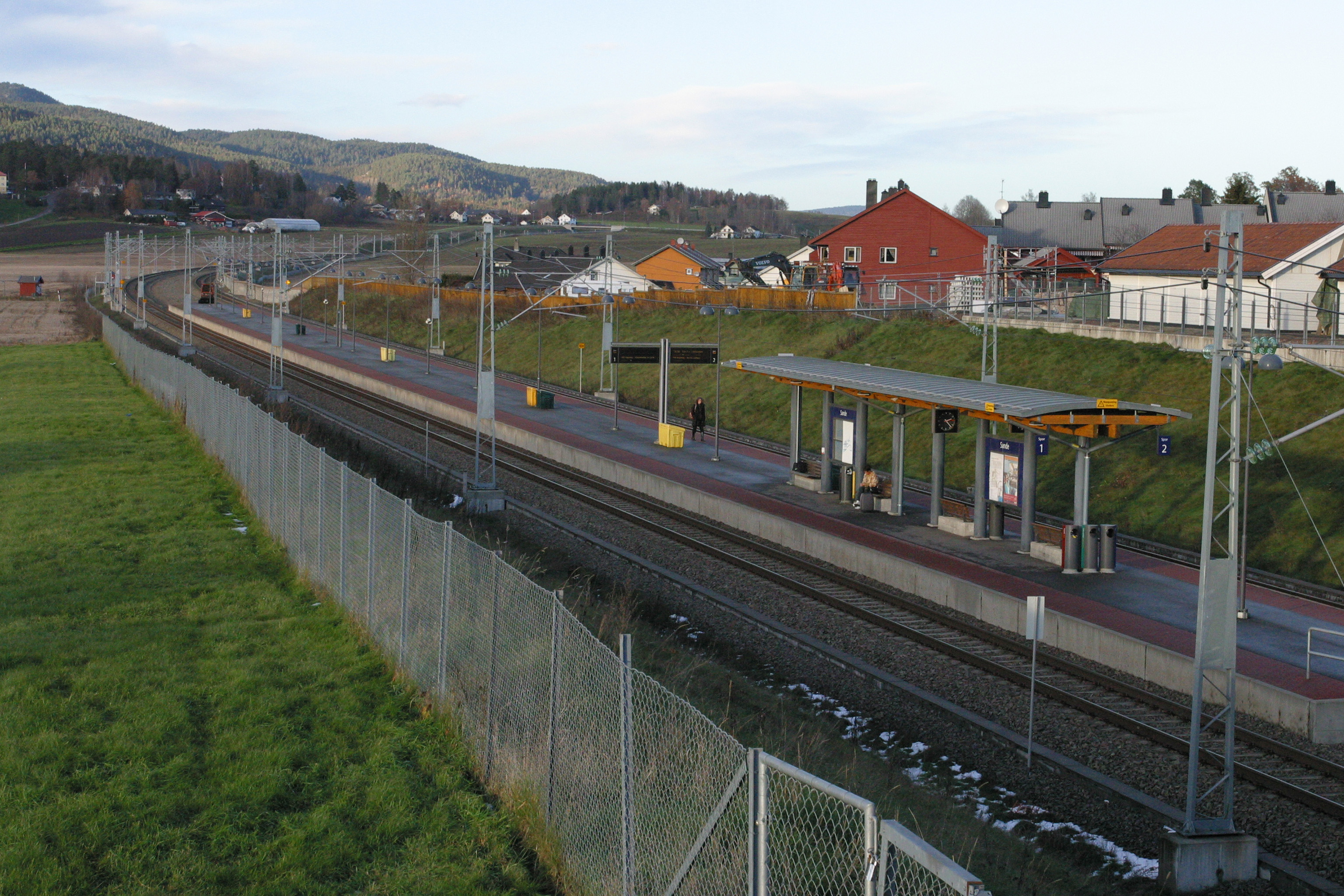
Haltepunkt Sande

## Kirche
In der Ortschaft steht die Sande kirke, eine Kirche aus der Zeit um 1150 mit rund 350 Sitzplätzen. Die Kirche wurde erstmals im Jahr 1387 erwähnt. Sie brannte im Jahr 1783 ab und wurde in den darauffolgenden acht Jahren wiederaufgebaut.

## Name
Der Ortsname leitet sich vom altnordischen Namen Sandvin ab. Dieser setzt sich aus den Bestandteilen sandr (deutsch „Sand“) und vin (deutsch „natürliche Wiese“) zusammen. Die Einwohner Sandes werden Sandesokning genannt.

## Persönlichkeiten
- Arne Ellingsen (1924–2010), Skispringer